# Сака, Букайо
Бука́йо Айоинка Темида́йо Са́ка (англ. Bukayo Ayoyinka Temidayo Saka; родился 5 сентября 2001, Лондон) — английский футболист, выступающий на позиции правого вингера за клуб Премьер-лиги «Арсенал» и сборную Англии. Участник двух чемпионатов Европы (2020 и 2024) и чемпионата мира 2022.

## Клубная карьера
Сака родился в Лондоне в семье выходцев из Нигерии и тренировался в молодёжной академии «Арсенала» с восьмилетнего возраста. В сентябре 2018 года, когда ему исполнилось 17 лет, Сака подписал свой первый профессиональный контракт с лондонским клубом.
29 ноября 2018 года дебютировал в основном составе «канониров» в матче Лиги Европы УЕФА против украинского клуба «Ворскла», выйдя на замену Аарону Рэмзи. 13 декабря 2018 года Сака впервые вышел в стартовом составе «Арсенала» в матче Лиги Европы против «Карабаха» и был признан «игроком матча».
1 января 2019 года дебютировал в Премьер-лиге в поединке против «Фулхэма», выйдя на поле вместо Алекса Ивоби на 83-й минуте. Тем самым, стал первым игроком 2001 года рождения, сыгравшим в Премьер-лиге.

## Карьера в сборной
Выступал за сборные Англии до 16, до 17, до 18, до 19 лет и до 21 года.
8 октября 2020 года дебютировал за главную сборную Англии в товарищеском матче против сборной Уэльса. 2 июня 2021 года забил свой первый гол за сборную Англии в товарищеском матче против сборной Австрии.
1 июня 2021 года был включён в заявку сборной Англии на Евро-2020. 11 июля 2021 года финальный матч чемпионата Европы против сборной Италии завершился серией послематчевых пенальти. Сака стал пятым исполнителем пенальти в составе англичан, его одиннадцатиметровый удар отбил вратарь итальянцев Джанлуиджи Доннарумма, после чего сборная Италии выиграла Евро-2020. После этого Маркус Рашфорд, Джейдон Санчо и Букайо Сака, не забившие пенальти, подверглись расистским оскорблениях в соцсетях.

## Достижения

### Командные достижения
«Арсенал»
- Обладатель Кубка Англии: 2019/20
- Обладатель Суперкубка Англии (2): 2020, 2023

Сборная Англии
- Серебряный призёр чемпионата Европы (2): 2020, 2024

### Личные достижения
- Молодой игрок года по версии ПФА: 2022/23[13]
- Вошëл в «команду сезона» по версии ПФА: 2022/23[14]
- Игрок месяца английской Премьер-лиги: март 2023[15]

## Статистика выступлений
По состоянию на 17 августа 2025 года
| Выступление      | Выступление      | Выступление      | Чемпионат | Чемпионат | Кубки | Кубки | Еврокубки | Еврокубки | Итого | Итого |
| Клуб             | Лига             | Сезон            | Игры      | Голы      | Игры  | Голы  | Игры      | Голы      | Игры  | Голы  |
| ---------------- | ---------------- | ---------------- | --------- | --------- | ----- | ----- | --------- | --------- | ----- | ----- |
| Арсенал          | Премьер-лига     | 2018/19          | 1         | 0         | 1     | 0     | 2         | 0         | 4     | 0     |
| Арсенал          | Премьер-лига     | 2019/20          | 26        | 1         | 6     | 1     | 6         | 2         | 38    | 4     |
| Арсенал          | Премьер-лига     | 2020/21          | 32        | 5         | 5     | 0     | 9         | 2         | 46    | 7     |
| Арсенал          | Премьер-лига     | 2021/22          | 38        | 11        | 5     | 1     | —         | —         | 43    | 12    |
| Арсенал          | Премьер-лига     | 2022/23          | 38        | 14        | 2     | 0     | 8         | 1         | 48    | 15    |
| Арсенал          | Премьер-лига     | 2023/24          | 35        | 16        | 3     | 0     | 9         | 4         | 47    | 20    |
| Арсенал          | Премьер-лига     | 2024/25          | 25        | 6         | 3     | 0     | 9         | 6         | 37    | 12    |
| Арсенал          | Премьер-лига     | 2025/26          | 1         | 0         | 0     | 0     | 0         | 0         | 1     | 0     |
| Арсенал          | Итого            | Итого            | 196       | 53        | 25    | 2     | 43        | 15        | 264   | 70    |
| Всего за карьеру | Всего за карьеру | Всего за карьеру | 196       | 53        | 25    | 2     | 43        | 15        | 264   | 70    |